# Lillian Hall-Davis
Lillian Hall-Davis, nata Lillian Hall Davis (Londra, 23 giugno 1898 – Londra, 25 ottobre 1933), è stata un'attrice inglese.

## Biografia
Figlia di un tassista londinese, fu l'attrice preferita del primo Hitchcock, che la diresse nei muti Vinci per me! (1927) e La moglie del fattore (1928). Lavorò anche fuori d'Inghilterra, interpretando in Italia il Quo vadis? (1924) di Gabriellino D'Annunzio e Georg Jacoby, in Germania Blitzzug der Liebe (1925), Die drei Kuckucksuhren e Liebe macht blind (1926), e in Francia i film Nitchevo, di Jacques de Baroncelli, e La preda del vento di René Clair, in entrambi al fianco di Charles Vanel.
Sposata con l'attore Walter Pemberton, fu emarginata nell'era dei film sonori, cadendo in una depressione che la portò al suicidio, consumato nell'ottobre del 1933 nella sua casa di Londra, tagliandosi la gola e aprendo il rubinetto del gas. È sepolta nell'Hampstead Cemetery di Londra.

## Filmografia parziale
- La p'tite du sixième, regia di René Hervil e Louis Mercanton (1917)
- The Admirable Crichton, regia di G.B. Samuelson (1918)
- The Better 'ole; or, The Romance of Old Bill, regia di George Pearson (1919)
- The Honeypot, regia di Fred LeRoy Granville (1920)
- Love Maggy, regia di Fred LeRoy Granville (1921)
- The Game of Life, regia di G.B. Samuelson (1922)
- The Wonderful Story, regia di Graham Cutts (1922)
- Married Love, regia di Alexander Butler (1923)
- I pagliacci, regia di G.B. Samuelson, S.W. Smith (1923)
- Quo vadis?, regia di Gabriellino D'Annunzio, Georg Jacoby (1924)
- L'avventura appassionata (The Passionate Adventure), regia di Graham Cutts (1924)
- Der Farmer aus Texas, regia di Joe May (1925)
- Nitchevo (1926)
- Liebe macht blind, regia di Lothar Mendes (1926)
- La preda del vento (La Proie du vent), regia di René Clair (1927)
- Vinci per me! (The Ring), regia di Alfred Hitchcock (1927)
- La moglie del fattore (The Farmer's Wife), regia di Alfred Hitchcock (1928)
- La fortezza ardente (Tommy Atkins), regia di Norman Walker (1928)
- Just for a Song, regia di Gareth Gundrey (1930)
- Her Reputation, regia di Sidney Morgan (1931)